# Космос-2340
Космос-2340 је један од преко 2400 совјетских вјештачких сателита лансираних у оквиру програма Космос.
Космос-2340 је лансиран са космодрома Плесецк, Русија, 9. априла 1997. Ракета-носач Молнија је поставила сателит у орбиту око планете Земље. 